# Rose Warfman
Rose Warfman, née Gluck le 4 octobre 1916 à Zurich (Suisse) et morte le 17 septembre 2016 à Manchester (Royaume-Uni), est une rescapée française d'Auschwitz et une héroïne de la Résistance.

## Biographie

### Jeunes années
Rose Gluck-Warfman est la troisième fille de Paul (Pinhas) Gluck-Friedman (1886-1964) et de Henia Shipper (1887-1968), nés respectivement à Tarnów et à Przemyśl, en Galicie et mariés à Tarnów le 4 juillet 191. Son père est un descendant direct de Dov Baer de Mezeritch (1704-1772), l'un des principaux disciples et successeurs du Baal Shem Tov (1698-1760).
Elle a pour sœurs, Antoinette Feuerwerker, née en 1912 à Anvers (Belgique) et Hendel (Hedwig) Naftalis, née en 1913 à Zurich. Son frère, Salomon Gluck, naît dans la même ville en 1914.
Le périple de ses parents qui avaient émigré de Galicie en Belgique, puis en Suisse, se poursuit en Allemagne, avant de s'achever en 1921, à Strasbourg, en terre française, où ils deviennent citoyens français, le 2 juillet 1928.
Elle fait ses études au Lycée des Pontonniers.
Après sa venue à Paris, avec sa famille, elle travaille au Comité d'action sociale israélite de Paris (CASIP), avec Lucie Hadamard-Dreyfus (1869-1945), veuve d'Alfred Dreyfus. Elle poursuit des études en 1941 et 1942 pour devenir infirmière, à l'École de puériculture, sise au 26 boulevard Brune, dans le 14e arrondissement de Paris et participe à la création du Comité juif d'action sociale et de reconstruction (COJASOR) en 1945.

### La Résistance
Durant la Seconde Guerre mondiale, Rose Warfman rejoint sa sœur Antoinette Feuerwerker et l'époux de celle-ci, le rabbin David Feuerwerker, à Brive-la-Gaillarde. Ils œuvrent avec Edmond Michelet, futur ministre de Charles de Gaulle, dans un des mouvements principaux de la Résistance, Combat. Dans ses mémoires, Edmond Michelet mentionne que Rose Warfman, dite Marie Rose Girardin, était l'un des agents les plus actifs du réseau.

Le dossier de nomination d'Edmond Michelet comme Juste parmi les nations indique :
« Il [Michelet] était employé par l'organisation officielle d'aide sociale "Secours national", ce qui le mettait en contact avec des personnes en détresse, juives ou non. Rose Warfman, une assistante sociale chargée par l'UGIF des contacts avec le Secours National, lui rendait visite secrètement et sans rendez-vous au moins une fois par semaine. Elle était censée s'occuper de la distribution de ravitaillement aux réfugiés juifs de la ville. En fait, Edmond Michelet profitait de ces visites pour lui remettre de faux papiers - cartes d'identité, cartes d'alimentation et convocations chez des médecins spécialistes. Il traitait l'assistante sociale avec chaleur et sympathie et faisait de son mieux pour accéder à ses demandes, malgré les risques considérables qu'il courait. »
Parallèlement à ces activités, elle travaille comme assistante-sociale représentante de l'UGIF.
C'est dans ces bureaux qu'elle est arrêtée, le 3 avril 1944. Arrivée au camp de Drancy le 8 avril 1944, elle est déportée depuis la gare de Bobigny, par le convoi no 72, en date du 29 avril 1944, au camp de concentration d'Auschwitz, où elle arrive le 1er mai 1944. 
Selon Serge Klarsfeld, « Ce convoi emporte 1 004 Juifs, dont 398 hommes et 606 femmes. Parmi eux 174 enfants de moins de 18 ans. Le poète Itzak Katznelson (auteur du Chant du Peuple Juif assassiné) figure parmi les déportés de ce convoi, ainsi que beaucoup de Polonais, internés comme lui à Vittel, après avoir été transférés de Pologne. Des familles: les enfants Dodelzak, Ita 12, Georges 3 et Arkadius 3 mois; les Rottenberg [de fait, le Grand-rabbin d'Anvers, Markus Rottenberg et son épouse], Naftalie 7, Nathan 5, Esther 4, Frantz 2… À l'arrivée à Auschwitz, 48 hommes furent sélectionnés avec les matricules 186 596 à 186 643 et 52 femmes, dont les matricules se situent aux environs de 80 600. En 1945, il y avait 37 survivants, dont 25 femmes. »
Sa sœur Antoinette ayant réussi à lui faire parvenir un uniforme d'infirmière au camp de Drancy, c'est vêtue de la sorte qu'elle arrive à Auschwitz. Cet uniforme, ainsi que son physique « aryen » (grande, blonde, aux yeux verts) et sa connaissance de l'allemand lui valent d'être sélectionnée par Josef Mengele dans la colonne des vivants. Elle est tatouée sur le bras du numéro 80598, avec un triangle jaune la marquant comme Juive. Lorsque le même Mengele réalisera ultérieurement sur elle des expériences, opérant ses jambes à vif, l'anesthésie lui sera expressément refusée par l'assistante de Mengele au vu de ce triangle jaune sur son bras. Rose Warfman en porte les séquelles toute sa vie. Elle parvient néanmoins à survivre à trois sélections, et est libérée par l'Armée rouge à Langenbiellau, près de Bielawa, en Basse-Silésie, le 8 mai 1945. Elle est rapatriée à Paris le 3 juin 1945.

### Gross-Rosen
Le camp de concentration de Gross-Rosen était situé près de la gare ferroviaire de Breslau (appelé aujourd'hui Wrocław, en Pologne). Elle trouve ce camp de concentration pire que Auschwitz, bien qu'on n'y trouvât pas de crématorium. Elle devait travailler dans une usine de munitions, de six heures du soir à six heures du matin. Il n'y avait qu'une seule pause : une demi-heure entre minuit et minuit trente. C'était un travail à la chaîne. On ne pouvait pas s'arrêter ou ralentir, car la chaîne se ralentirait ou s'arrêterait. Les coups pleuvaient.

### Résistance passive
Même en camp de concentration, elle fit de la résistance passive. À Birkenau, elle fut placée dans un groupe de 50 femmes qui tricotaient. Une kapo leur faisait tricoter des sous-vêtements pour des nouveau-nés allemands. Elle travailla durement et fut citée comme exemple. Puis l'hiver arriva, on leur demanda de tricoter des chaussettes pour hommes (les Allemands). Sa vengeance fut de fabriquer de gros nœuds à l'intérieur pour les rendre inutilisables.

### Retour à Paris: le bateauExodus1947, El Al
Après la Seconde Guerre mondiale, elle retourne à Paris. Elle devient la seule employée de la nouvelle compagnie aérienne israélienne, El Al, lorsqu'elle ouvre son bureau à Paris, avec un directeur, monsieur Massis. Elle accueille et guide divers dirigeants israéliens durant leur séjour à Paris, en particulier Golda Meir, et David Ben Gourion.
Elle est impliquée directement dans l'aventure du bateau l'Exodus. Avec l'abbé Alexandre Glasberg, qui sera désigné à titre posthume comme un Juste parmi les nations par le mémorial Yad Vashem de Jérusalem pour avoir sauvé des Juifs durant la guerre, elle crée des faux papiers d'identité pour les passagers de l'Exodus,.
Jacques Attali écrit :
« À Sète, le 11 juillet 1947, il [Alexandre Glasberg] fabrique, avec une infirmière revenue d'Auschwitz, Rose Warfman, les faux passeports et visas de 4 500 personnes venues de douze camps de transit qui montent sur un bâtiment battant pavillon panaméen, le Président-Warfierld, à destination de la Colombie. Après cinq jours de navigation, et hors des eaux territoriales françaises, le Président-Warfield devient le célèbre Exodus 47 et file vers la Palestine. »

### Mort
Rose Warfman meurt le 17 septembre 2016 à Manchester au Royaume-Uni, à l'âge de 99 ans.

## Honneurs
Elle est reconnue « déporté résistant ».
- Officier de la Légion d'honneur (Chevalier le 10 février 1959 pour ses activités dans la Résistance ; promue officier le 10 avril 2009[12],[13]).
- Médaille militaire
- Croix de guerre 1939-1945
- Croix du combattant volontaire de la Résistance